# Операция „Багратион“
Операция „Багратион“ e кодовото име на Беларуската стратегическа настъпателна операция, проведена от Червената армия в периода 22 юни – 19 август 1944 г. Това е една от най-големите военни операции в историята на човечеството. Наречена е в чест на грузинския принц и руски пълководец, прославил се във Френско-руската „Отечествена“ война (1812), генерал Пьотър Багратион, смъртно ранен в битката при Бородино.
В хода на настъплението немските войски са изтласкани от Беларус и почти напълно е разгромена немската група армии „Център“ и три от съставните ѝ армии – 4-та армия, 3-та танкова и 9-а армия. Предварителният етап на операцията символично започва на третата годишнина от германското нападение над СССР. От страна на Вермахта са пожертвани цели армии, тъй като Хитлер забранява всякакво отстъпление. Това са най-големите загуби на Германия в една операция за цялата Втора световна война и тя не успява да ги компенсира. Към края на операцията германските войски са изтласкани напълно от довоенната съветска територия и Червената армия овладява плацдарми в Полша, Източна Прусия и Чехословакия.
Стратегическите цели на операцията, заедно със започналата малко по-късно в Украйна Лвовско-Сандомирска настъпателна операция, включват разгром на немските войски на централното направление, дълбок пробив в оперативната и стратегическата зона на отбраната на Вермахта и заемане на предмостия по река Висла в Полша, поставяйки по този начин Берлин в обсега на ударите на Червената армия при следващото голямо настъпление – Висло-Одерската операция.

## Предистория
Групата армии „Център“ завзема Беларус и западните части на Русия в първите месеци на операция Барбароса. След като е изтласкана от околностите на Москва през зимата на 1942 г., армейска група „Център“ преминава към стратегическа отбрана, прекъсната само в началния етап на Курската битка. Германците изграждат силно укрепени и разгърнати в дълбочина отбранителни линии, простиращи се от север на юг в районите на Псков, Ржев, Вязма, Смоленск и Брянск.
При операция Марс група армии „Център“ се оказва костелив орех и Червената армия не успява да постигне дори частичен успех, въпреки дадените сериозни жертви. Едва в битката за Смоленск Вермахтът е принуден да отстъпи, но опитите за пробив на съветските войски по направлението към Минск са спрени през зимата на 43/44 година. Към юни 1944 армейската група „Център“ става доста уязвима, въпреки скъсяването на фронтовите линии и заемането на удобни за отбрана, предварително подготвени позиции. В резултат на тежките загуби на Вермахта в Украйна в битките при Курск, Донбас, Днепър, Киев и офанзивата в деснобрежна Украйна и Крим, Хитлер е принуден да прехвърли голяма част от тежкото въоръжение (артилерия, танкове, самолети) и мобилните си резерви на юг. Същевременно южното крило на съветско-германския фронт се измества далеч на запад и достига територията на Румъния и линията Яш – Ботошани – Чернивци – Тернопол – Луцк – Ковел. По този начин южният фланг на група армии „Център“ се оказва оголен и уязвим.
Към юни 1944 година, в резултат на операциите от есента на 1943 и началото на 1944 по централното направление, Източният фронт достига линията Витебск – Орша – Могильов – Жлобин, образувайки голям клин, насочен навътре към СССР. Тук, на територията на Беларус, се намирала дълбоко ешелонираната отбрана на група армии „Център“. На този участък Червената Армия не можела да продължи, обхождайки „клина“ от север и юг – възниквала опасност за удари по фланговете на настъпващите части от съответните посоки. Поради това се налагало да се унищожи този клин и заемащата го група армии „Център“ и да се пристъпи към освобождаването на Беларус.

## Съотношение на силите
Данните за съотношението на силите, участвали в този сблъсък, е различно според различните източници. Според източника „Операции советских вооруженных сил в ВОВ“ от страна на СССР са взели участие 1 200 000 души, без да се брои личният състав на тиловите части, докато от немска страна вземат участие 900 000 души, от които около 400 000 души личен състав в тиловите части. Срещу четири фронта на Червената армия противостояли четири армии на Вермахта:
- 2-ра армия от група армии „Център“, удържаща района от Пинск до Припят, намираща се на 300 km източно от фронтовата линия;
- 9-а армия от група армии „Център“, отбраняваща района от двата края на р. Березина, югоизточно от Бобруйск;
- 4-та армия и 9-а танкова армия от група армии „Център“, заемащи района на междуречието Березина-Днепър, както и плацдарм от Бюхов до район североизточно от Орша. Също така части на 3-та танкова армия заемат района на Витебск.

## Подготовка на операцията
Първоначално съветското командване разглеждало операция „Багратион“ като повторение на Курск, нещо като нов „Кутузов“ или „Румянцев“, с огромен разход на боеприпаси при последвалото настъпление и скромно придвижване напред от 150 – 200 km. Тъй като операции от този тип – без пробив в оперативна дълбочина, с дълги и упорити боеве в зоната на тактическа отбрана на изтощение – изисквало огромни количества боеприпаси и относително малки количества гориво за механизираните части и неголеми сили за възстановяване на жп транспорта, то фактическото развитие на операцията се оказало изненадващо за съветското командване.
Съветското командване разглежда три варианта за лятно настъпление. Ставката отлага офанзивите в секторите Лвов и Яш-Кишинев поради струпването на мощни хитлеристки танкови групировки, както и в Прибалтика поради силната германска отбрана в района. Решено е да се предприеме офанзива в Беларус, където да се разгромят главните германски сили и да се изтеглят немските мобилни резерви от останалите сектори, с което да се позволи по-нататъшното настъпление от Украйна в Полша и Румъния.
Оперативният план за операция „Багратион“ започва да се разработва от Генщаба през април. Общият замисъл се състоял в съкрушение на фланговете на армейската група „Център“, обкръжаване и унищожаване на главните ѝ сили източно от Минск. Планът е изключително амбициозен и мащабен – предвижда едновременното и пълно унищожаване на цяла група армии, нещо много рядко срещано във военната история.
Непосредствената подготовка по операцията се води от края на май. Проведено е щателно разузнаване на силите и позициите на противника, както и на тиловите комуникации и оперативните резерви на Вермахта. С цел маскировка и постигане на пълна изненада е наложено пълно радиомълчание на съветските фронтове, всички заповеди се отдават лично, а не по телефона, маневрите и съсредоточаването на войските се водят нощем. Същевременно съветските войски на други участъци на фронта водят привидно подготовка за активни настъпателни действия, с цел отвличане на вниманието на немското командване за посоката на главния удар.
Хитлер се е опасявал от съветски удар от района на Ковел в Западна Украйна по общо направление към Балтийско море. По този начин цялата група армии „Център“, както и група армии „Север“ ще бъдат отрязани от останалите сили на Оста дълбоко в съветска територия. По тази причина Вермахтът разгръща основните си сили в Западна Украйна. Така в група армии „Северна Украйна“ има седем танкови и две танково-гренадирски дивизии, а също така четири батальона тежки танкове „Тигър“, а в група армии „Център“ – една танкова и две танково-гренадирски дивизии и само един батальон „Тигри“. Все пак, поради дългите позиционни действия в Беларус, немците успяват да създадат развита в дълбочина система за отбрана – фронтът на отбраняващите се германски армии е силно укрепен и усилен. Витебск, Орша, Могильов и Бобруйск са обявени от Хитлер за „крепости“ и укрепени с разчет за кръгова отбрана. Позициите на войските са усилени с полеви укрепления, снабдени с многочислени огневи точки, Дзот-отове, блиндажи, телени заграждения и минни полета.

## Ход на бойните действия

### Предварителен етап
Предварителния етап на операцията започва на третата година от атаката на Германия над СССР – 22 юни1944 г. Както и в Отечествената война от 1812 г. едно от местата, където се провели значителни сражения, се оказала р. Березина.
Тук части на Червената армия в състав 1-ви Прибалтийски, 3-ти, 2-ри и 1-ви Беларуски фронт (под командването на армейски генерал Иван Баграмян, генерал-полковник Иван Черняховски, армейски генерал Георги Захаров, армейски генерал Константин Рокосовски) при поддръжка на партизаните разкъсват на много участъци отбраната на немската група армии „Център“ (под командването на генерал-фелдмаршал Ернст Буш, заменен от Валтер Модел) обкръжават и ликвидират крупни групировки на противника в района на Витебск, Бобруйск, Вилнюс, Брест и източно от Минск, освобождават Беларус и нейната столица Минск (на 3 юли), голяма част от Литва и нейната столица Вилнюс (на 13 юли), източната част на Полша и излизат на рубеж при реките Нарва и Висла и границата с Източна Прусия.

### 1-ви етап
Операцията е проведена на два етапа. Първият етап (пробив в тактическата зона на отбраната) започва на 23 юни 1944 г., като се състои в следните фронтови настъпателни операции:
- Витебско-Оршанска операция

На север Първи Балтийски фронт изтласква 9-и немски корпус по Западна Двина и към 25 юни обкръжава 53-ти корпус във Витебск. На юг Трети Беларуски фронт буквално прегазва 6-и корпус. Витебск е освободен на 27 юни и целият 53-ти корпус от 30 000 войници е унищожен напълно. Трети Беларуски фронт едновременно започва и операция срещу 4-та германска армия и 27-ти корпус, отбраняващ Орша и главния път Москва – Минск. Въпреки упоритата германска съпротива, Орша е освободена на 26 юни, а механизираните части на Трети Беларуски фронт проникват дълбоко в тила на германските войски, достигайки река Березина към 28 юни.
- Могильовска операция

Главната цел на Втори Беларуски фронт е да притиска по фронта главните сили на 4-та армия, докато развиващите се Витебско-Оршанска и Бобруйска операция ги обкръжат. Съветските войски атакуват на 23 юни, форсирайки Днепър срещу двата най-силни корпуса на група армии „Център“ – 39-и танков корпус и 12-и корпус. 49-а армия пресича Днепър на 27 юни и до края на следващи ден обкръжава и превзема Могильов. 39-и танков корпус и 12-и корпус започват да се оттеглят назад към река Березина подложени на тежки въздушни удари от съветските ВВС, но отстъпват към клопка.
- Бобруйска операция

Бобруйската операция е открита на 23 юни срещу 9-а армия на южния фланг от Първи Беларуски фронт, но понася тежки загуби преди да пробие германската отбрана. Рокосовски заповядва допълнителна артилерийска подготовка и бомбардировки от авиацията, и започва нови атаки на следващия ден. 3-та армия извършва пробив на северния сектор, хващайки в капан германския 35-и корпус на брега на Березина. 65-а съветска армия пробива на юг през 41-ти германски корпус и към 27 юни двата германски корпуса са напълно обкръжени източно от Бобруйск под постоянни въздушни бомбардировки. Някои елементи на 9-а армия успяват да се изтеглят от чувала при Бобруйск, но около 70 000 германски войници са убити и пленени. Бобруйск е освободен към 29 юни след тежки улични боеве от Първи Беларуски фронт.
- Минска операция

Главната цел на цялата Беларуска операция е освобождението на столицата Минск. Войските на 3-ти и 1-ви Беларуски фронт едновременно нанасят удари по противника от север и юг по сходящи направления към Минск. На 28 юни за развитие на пробивите са въведени главните сили на 3-ти Беларуски фронт – 5-а гвардейска танкова армия, механизирана кавалерийска група, последвани от 11-а гвардейска армия, които форсират река Березина. От юг 1-ви Беларуски фронт затваря клещите около 4-та германска армия. Вермахтът спешно прехвърля в Беларус 5-а танкова дивизия, за да прикрие подстъпите към Минск, докато частите на 4-та армия започват да се оттеглят през река Березина, където са подложени на тежки въздушни удари. Съветските войски форсират Березина и се приближават към Минск.
Втори гвардейски танков корпус първи влиза в града в ранните часове на 3 юли, в центъра избухват тежки сражения. Градът е окончателно очистен от последните германски части до вечерта на следващия ден. 5-а гвардейска танкова армия и 65-а армия затварят обкръжението западно от Минск и хващат в капан цялата 4-та германска армия и голяма част от останките на разбитата 9-а армия. През следващите няколко дена чувалът източно от Минск се свива, само малка част от намиращата се в него 105-хилядна германска армия успява да се спаси. Към 12 юли цялата хитлеристката групировка „Център“ е напълно унищожена – може би най-голямата загуба, понесена от Вермахта за цялата война.
Между 22 юни и 4 юли 1944 група армии „Център“ губи 25 дивизии и 300 000 войници. В следващите няколко дни немците губят още 100 000 души.
- Полоцка настъпателна операция

### 2-ри етап
Вторият етап на операция „Багратион“ – стратегически пробив, започва на 5 юли 1944 и продължава до 19 август 1944 г. Той се състои от следните настъпателни операции:
- Вилнюска фронтова настъпателна операция
- Шяуляйска операция
- Белостокска операция
- Люблин-Брестка операция
- Каунаска операция
- Осовецка операция

## Резултати от операция Багратион
Операция „Багратион“ е триумф в теорията на съветското военно изкуство, благодарение на добрата координция на настъпателното движение по всички фронтове и проведените операции по дезинформация на противника за мястото на главното настъпление, започнало в началото на лятото на 1944 година.
За да демонстрира на съюзниците значимостта на успеха, 57 600 немски военнопленници, заловени край Минск, били прекарани през Москва – около три часа колоната от военнопленници била превеждана по улиците на Москва, а след марша улиците били символично измити и почистени основно.
Големи били загубите и на Германия в командния състав: 9 генерали убити, 22 попаднали в плен, 1 изчезнал безследно и двама се самоубили.
Американският изследовател Стивън Залога през 1995 година обобщава загубите на немските войски в горе-долу следните рамки: 300 000 убити, 250 000 ранени, 120 000 взети в плен (основен пункт за задържане на пленените немци станал град Бобруйск). Общи загуби: около 670 000 души.
Според съветски данни в периода 23 юни – 23 юли немците понесли 381 000 убити, 158 480 пленени, 2735 танкове и самоходки унищожени, 631 самолета и 57 152 автомашини. Тоест месец след началото на операцията били убити или пленени общо 540 000 немски войници, като за тях споменал Сталин в речта си от 7 ноември 1944 г.:
| „ | В историческото сражение на беларуската земя Червената армия напълно разби група армии „Център“ в състав три армии, унищожи или плени 540 000 немски войници и офицери. В битката на юг Червената армия обкръжи и унищожи немски войски в състав две армии. При тези сражения съветските войски избиха или взеха в плен над 250 000 немски войници и офицери. | “ |

Загубите на СССР след завършека на операцията: 2956 танкове и 2446 единици артилерия, 822 самолета. Човешки загуби – 178 507 души (7,6% от личния състав на взелите участие в операцията части) убити и изчезнали безследно, 587 308 ранени.
Настъплението на съветските войски било съпроводено с тежки боеве. При щурма на Брест били убити около 10 000 немци и около 5000 още били взети в плен. Съветските войски на практика влезли в пуст град. Успехът на настъплението бил гарантиран от героизма на войниците и армейски генерал Константин Рокосовски, разработил Люблинско-Брестката операция. При навлизането в Прибалтика на съветските части, силно оредели, се наложило да отстъпят, като войската по целия фронт преминала в отбрана.

## Последвали събития
В огромната празнина, широка около 900 km, получила се след разгрома на група армии „Център“, открило в немската отбрана линия между група армии „Юг“ и група армии „Север“, и навлезлите съветски войски за половин месец достигнали до Източна Прусия – предният пост на Третия райх. Група армии „Север“ се оказала отрязана от всички свързващи я пътища и линии и останала така в т. нар. Курландски Котел до капитулацията на Германия през 1945 г.